# Circunscrições eclesiásticas católicas dos Camarões
A Igreja Católica dos Camarões compreende cinco províncias eclesiásticas, cada uma liderada por um arcebispo. As províncias são, por sua vez, subdivididas em 19 dioceses e 5 arquidioceses, cada uma encabeçada por um bispo ou um arcebispo.

## Conferência Episcopal dos Camarões

### Província Eclesiástica de Bamenda
- Arquidiocese de Bamenda
  - Diocese de Buéa
  - Diocese de Kumba
  - Diocese de Kumbo
  - Diocese de Mamfe

### Província Eclesiástica de Bertoua
- Arquidiocese de Bertoua
  - Diocese de Batouri
  - Diocese de Doumé-Abong 'Mbang
  - Diocese de Yokadouma

### Província Eclesiástica de Douala
- Arquidiocese de Douala
  - Diocese de Bafang
  - Diocese de Bafoussam
  - Diocese de Edéa
  - Diocese de Eséka
  - Diocese de Nkongsamba

### Província Eclesiástica de Garoua
- Arquidiocese de Garoua
  - Diocese de Maroua-Mokolo
  - Diocese de Ngaoundéré
  - Diocese de Yagoua

### Província Eclesiástica de Yaoundé
- Arquidiocese de Yaoundé
  - Diocese da Bafia
  - Diocese de Ebolowa
  - Diocese de Kribi
  - Diocese de Mbalmayo
  - Diocese de Obala
  - Diocese de Sangmélima